# Giraffatitan
Giraffatitan brancai (tidligere Brachiosaurus brancai) er den største dinosaur, man har fundet mere eller mindre komplet. Dinosauren er udstillet på Museum für Naturkunde ved Humboldtuniversitetet i Berlin.